# المسيحيون الألمان

علم المسيحيين الألمان (1934)

المسيحيون الألمان أو دويتشه كريستين (بالألمانية: Deutsche Christen)‏ كانت مجموعة ضغط وحركة داخل الكنيسة الإنجيلية الألمانية التي كانت موجودة بين عامي 1932 و1945، متحالفة مع المبادئ الإيديولوجية المعادية للسامية والعنصرية والفوهرية للنازية بهدف مواءمة البروتستانتية الألمانية ككل مع تلك المبادئ. أدت الدعوة على هذه المبادئ إلى الانقسام داخل 23 من 28 من الهيئات الكنسية الإقليمية (Landeskirchen) ‏ في ألمانيا والأساس المصاحبة للمعارضة الكنيسية في عام 1934.

## التاريخ

### أسلاف

#### النمسا-المجر
يُنظر أحيانًا إلى الحزب الاجتماعي المسيحي الذي يتزعمه كارل لوجر كنموذج لنازية أدولف هتلر. أثنى هتلر على العمدة لويجر في كتابه "كفاحي كمصدر إلهام". في عام 1943، أنتجت ألمانيا النازية فيلم السيرة الذاتية Vienna 1910 حول Lueger، والذي حصل على "القيمة السياسية الخاصة" الأصلية.

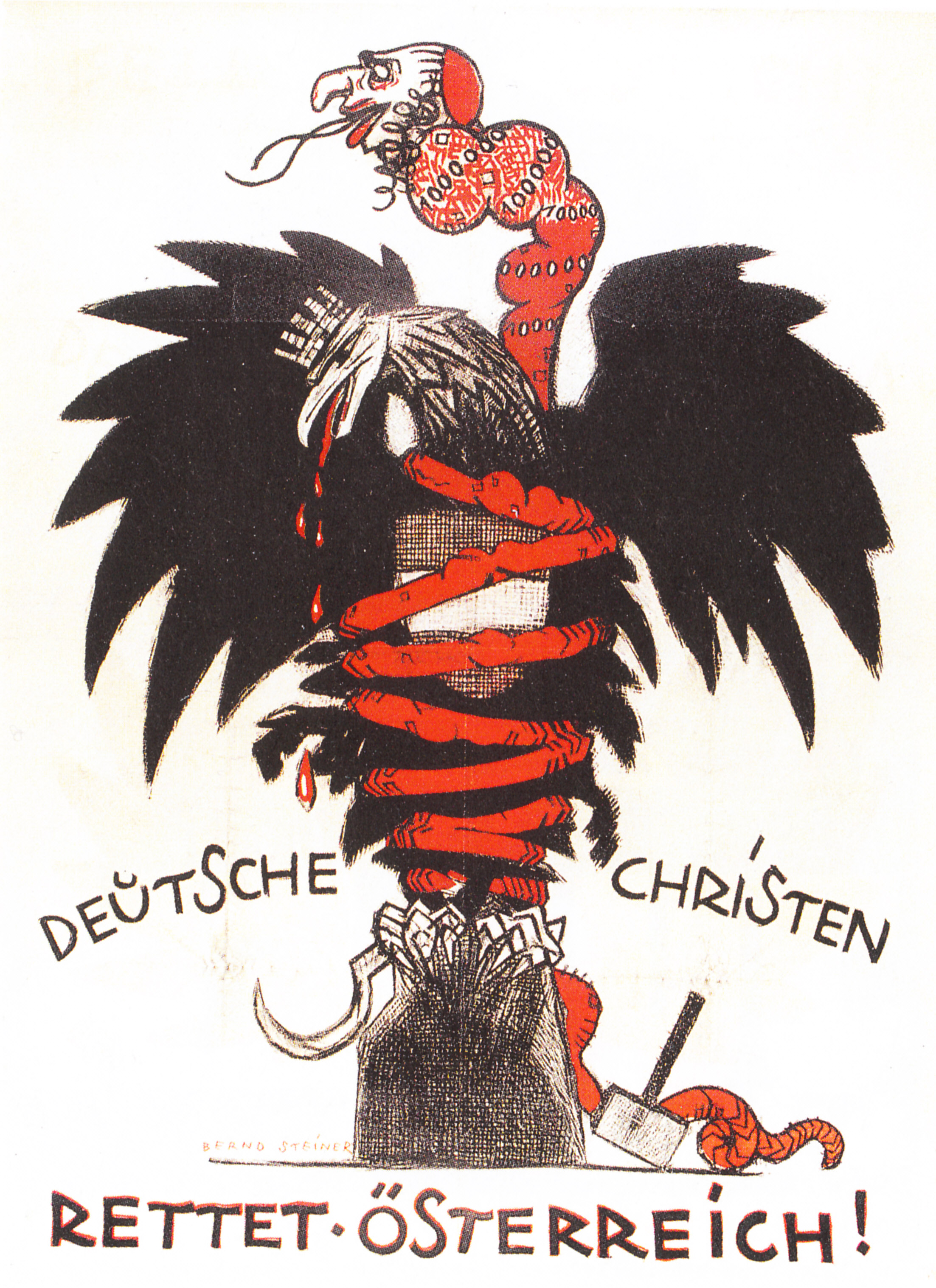
ملصق للحزب الاجتماعي المسيحي المعاد للسامية لعام 1920 ، يصور ثعبان يهوديًا بلشفيك يخنق النسر النمساوي ؛ النص: «المسيحيون الألمان - أنقذوا النمسا!»

### ألمانيا النازية

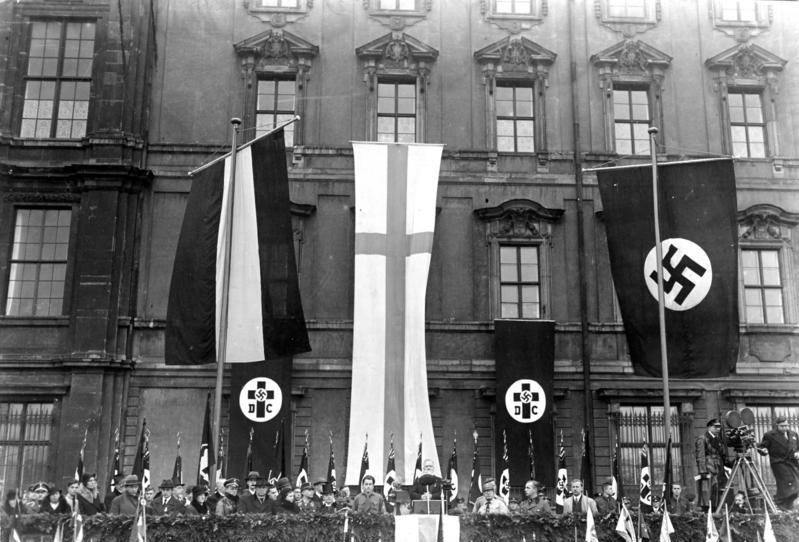
المسيحيون الألمان يحتفلون بعيد لوثر في برلين عام 1933، خطاب الأسقف هوسنفيلدر

#### أيديولوجية
كانت دويتشه كريستن، في معظمها، «مجموعة من البروتستانت النازيين المتعصبين». لقد بدأوا كمجموعة مصالح وأصبحوا في النهاية يمثلون أحد الفصائل الانقسامية في البروتستانتية الألمانية.
كانت حركتهم مستدامة وشجعتها عوامل مثل:
- الذكرى 400 (في عام 1917) لنشر مارتن لوثر لأطروحته الخمسة والتسعين في 1517، وهو الحدث الذي أيد القومية الألمانية، وأذكى العداء تجاه الشعوب الأجنبية، ومنح ألمانيا مكانًا مفضلاً في التقاليد البروتستانتية، ومعاداة السامية الشرعية؛
- الكتابات المعادية للسامية لمارتن لوثر.
- حركة النهضة اللوثرية للأستاذ إيمانويل هيرش؛ بدعم من منشورات غيدا ديهل، أول متحدثة في الرابطة النسائية الاشتراكية الوطنية؛
- إحياء تقاليد فولكيش؛
- إلغاء توكيد العهد القديم في اللاهوت اللوثراني، والإزالة الجزئية أو الكلية لليهودية من الكتاب المقدس؛ 
- احترام السلطة الزمنية (العلمانية)، والتي كان قد أكد عليها لوثر. استخدمت الحركة الدعم الكتابي (رومية 13)  لتبرير هذا الموقف.

تعاطف المسيحيون الألمان مع هدف النظام النازي المتمثل في «تنسيق» (انظر جلايش شالتونج) الكنائس البروتستانتية الفردية في كنيسة رايخ واحدة وموحدة، بما يتفق مع أخلاقيات فولكيش ومبدأ الزعيم.